# Litoria freycineti
Litoria freycineti (Freycinet's frog o wallum rocket frog en inglés) es una especie de anfibio anuro del género Litoria, de la familia Hylidae.

## Distribución geográfica
Es originaria de Fraser Island, Queensland, y Bahía de Jervis en Nueva Gales del Sur.
El adulto mide 4.5 cm de largo.  Su piel es marrón moteado con pliegues y verrugas.  Los renacuajos pueden sobrevivir en agua caliente.
Puede vivir en muchos hábitats, pero se ve con mayor frecuencia en pantanos temporales no muy lejos del océano. Estos pantanos se llaman wallum en Australia. Está activo durante el día.
Esta rana está en peligro debido a la fragmentación del hábitat.